# نوسترومو
نوسترومو رمانی از از جوزف کنراد نویسندهٔ بریتانیایی-لهستانی و با ترجمه سهیل سمی به فارسی برگرداننده شده است.

## در مورد کتاب
این کتاب در حقیقت، بررسی عمیق و ظریفِ تأثیرات فاسدکنندة سیاست و منافع مادی بر روابط انسان‌هاست. شخصیت‌های این رمان پنداری هر یک صاحب تاریخی مجزا و منحصر به فرد هستند. چارلز گولد تجلی شخصیت حقیقی یک استعمارگر اروپایی است؛ سرد و بی‌احساس و منطق‌زده. زندگی همسرش، خانم گولد، نیز در یک سرزمین خیالی در آمریکای جنوبی به فاجعه تبدیل می‌شود، فاجعه ناشی از تنهایی و عدم ارتباط. ویژگی این رمان عظمت و ساختار دقیق این رمان است. زبان به مفهوم ادبی کلمه چالش‌برانگیز نیست؛ بلکه تمهیدی است برای توصیف و تشریح، توصیف مکان‌ها و شرح انگیزه‌ها و شخصیت‌ها.